# Marie Armande Jeanne Gacon-Dufour

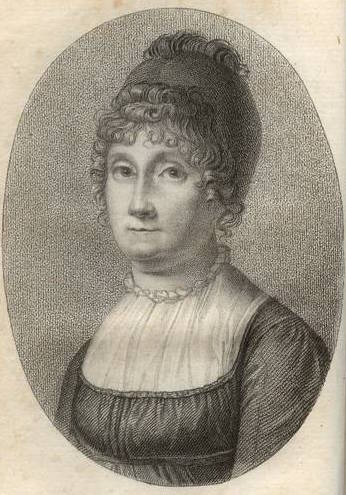
Madame Gacon-Dufour, Frontispiz eines ihrer Werke, 1805

Marie Armande Jeanne Gacon-Dufour, in erster Ehe d’Humières, in zweiter Ehe Dufour de Saint-Pathus (* 1. Dezember 1753 in Paris; † 1. Juni 1835 ebenda) war eine französische Literatin und Ökonomin. Sie schrieb mehrere Werke zur Verteidigung der Frauenrechte, Romane, als Geschichtsschreiberin und Abhandlungen über Haus- und Agrarwirtschaft.

## Biographie
Über den Vater und die Mutter von Marie Armande Jeanne Gacon-Dufour ist nichts bekannt. Der Dichter François Gacon (1667–1725) war ihr Großonkel. Sie gab an, dass sie im Kloster von Montfort-l’Amaury aufgewachsen sei. Nach einer ersten Ehe war sie unter dem Namen Madame d’Humières bekannt. Sie soll am Hof von Ludwig XVI. als Vorleserin tätig gewesen sein. Zu Beginn der Revolution lebte sie in Nogent-sur-Marne. Um das Jahr III (1794–1795) heiratete sie Julien-Michel Dufour de Saint-Pathus, Jurist am Parlament von Paris, und lebte in Brie-Comte-Robert. Sie war schon vor der Revolution mit Sylvain Maréchal befreundet und half ihm, einige seiner letzten Werke zu schreiben und zu veröffentlichen. Sie war bei seinem Tod 1803 anwesend und schrieb die biographische Notiz, die 1807 am Anfang seines posthumen Werkes De la vertu veröffentlicht wurde. Sie verbrachte nach gesundheitlichen Problemen ihren Lebensabend bei einer Nichte, die sie bei sich aufgenommen hatte.

## Werk

### Feminismus
1787 klagt Henri de Feucher Artaize in einem Text mit dem Titel Dégradation de l’homme en société, ou essai sur la décadence du goût, des arts et des sciences Frauen an: „In allen Nationen sah ich in den Anfängen, dass die Frauen fast nichts zählten; während ich sie immer als Beteiligte in den Unglücken und beim Verfall der Reiche fand […] Das immerwährende Zusammenfallen unseres Niedergangs mit ihrer Herrschaft ist unausweichlich.“  Gacon-Dufour publiziert eine Erwiderung, Mémoire pour le sexe féminin contre le sexe masculin. Sie antwortet auf die Vorwürfe, indem sie sich auf die Ideale von Jean-Jacques Rousseau beruft, als dessen Erbe sich der Chevalier de Feucher ausgibt: „Den Frauen den Ursprung des Übels zuzuschreiben, unter dem die menschlichen Gesellschaften leiden, bedeutet, Rousseaus Texte zu ignorieren und seinen Gedanken zu verraten. […] Wie ungerecht muss der Chevalier de Feucher sein, oder schwach in der Bildung, oder ein großer Verleumder, um solche Thesen aufzustellen, und sie einem großen Manne zuzuschreiben, um sich selbst mehr Gewicht zu verleihen.“ Andererseits erklärt Gacon-Dufour, dass Frauen bereits in dem Moment, in dem sie in die Gesellschaft eintreten, zwangsweise ihrer eigentlichen Natur beraubt werden. Wenn dieser Sozialisationsprozess zu weiblicher Korruption führe, liege die Verantwortung bei den Männern: „Wenn wir verleitet werden, ist es die Schuld der Männer, die uns angreifen; es ist die Schuld unserer Ehemänner, die uns gegenüber nicht mehr dieselben sind und die uns verlassen […]; die Verderbnis unserer Sitten ist also allein die Schuld der Männer.“
1801 veröffentlichte Sylvain Maréchal den „Gesetzesentwurf“ Projet d’une loi portant défense d’apprendre à lire aux femmes, einen Text, dessen Ziel es war, „die Frauen zurück in den privaten Raum des Haushalts zu bringen, indem er die Gefahr für die Moral und die öffentlichen Angelegenheiten beschwor, wenn Frauen sich um das Leben der Stadt kümmern“. Als Reaktion auf dieses Projekt, das sie als „Scherz“ bezeichnete, veröffentlichte Gacon-Dufour Contre le projet de loi de S.M. portant défense d’apprendre à lire aux femmes par une femme qui ne se pique pas d’être une femme de lettres. („Gegen den Gesetzentwurf von S.M., der verbietet, dass Frauen von einer Frau das Lesen beigebracht wird, wenn sie nicht angeben, Literatin sein zu wollen.“) Sie räumt zunächst ein, dass Frauen ihren häuslichen Pflichten Vorrang einräumen müssen, bekräftigt dann aber die Bedeutung ihres Zugangs zu Wissen und ihres Rechts, am gesellschaftlichen Leben teilzunehmen.  Im Widerspruch zu Maréchal behauptet Gacon Dufour, dass Unwissenheit für Frauen Unglück bedeutet, und hält das Lesen für notwendig, moralischen Tugenden zu entwickeln und die Frauen zu Bürgerinnen der Republik zu machen. Damit wandte sie sich gegen die allein religiöse Erziehung, die den Frauen während des Ancien Régime auferlegt wurde, und stellte sich auf die Seite der Revolution. Eine gebildete Frau im Haushalt würde auch die Söhne zu republikanischen Sitten und patriotischen Bürgern erziehen. Die Verteidigung der Rechte des weiblichen Geschlechts wurde von Albertine Clément-Hémery gelobt, Autorin einer anderen Antwort auf Sylvain Maréchals projet d’une loi, die sich mehr auf das Thema der egalitären Güter konzentriert.
Auch über den Streit mit Maréchal hinaus, war Gacon Dufour die Bildung der Frauen ein wichtiges Anliegen. 1805 veröffentlichte sie ein Werk mit dem Titel De la nécessité de l’instruction pour les femmes, in dem sie sagt, dass sie überzeugt ist, dass „eine wahrhaft gebildete Frau sich nicht dem Spott aussetzen wird, als ‚gelehrte Frau‘ erscheinen zu wollen; dass sie sich eher mit denen auf eine Stufe stellen wird, die nicht das Glück hatten, die gleiche Ausbildung zu erhalten.“

### Geschichtsschreibung
Francesco Schiariti zufolge war Gacon-Dufour auch eine Geschichtsschreiberin, die entschlossen war, ihr Werk zu einer perfekten Rekonstruktion der Geschichte zu machen, vor allem durch die Korrespondenzen, die sie herausgab. Zwei der wichtigsten sind Correspondance de la Duchesse de Châteauroux (1806) und Plusieurs illustres personnages de la cour de Louis XIV (1808). Gacon-Dufour gibt jedoch zu, dass diese Korrespondenzen apokryph und aus Anekdoten erfunden sind, die sie während ihres Aufenthalts am Hof gehört hatte, was durch die Verwendung von Ausdrücken bestätigt wird, die zu der Zeit, in der diese Briefe geschrieben worden sein sollen, ungebräuchlich waren.

### Romane
Gacon-Dufour verfasste etwa fünfzehn erfolgreiche Sittenromane. Sylvain Maréchal charakterisiert ihre Arbeit mit diesen Worten:

„Elle instruit en amusant, dans des récits pleins de décence.“

„Sie lehrt durch Unterhaltung, in Geschichten voller Anstand.“

Im Vorwort zu ihrem Roman Les Dangers de la Prévention vertritt Gacon-Dufour die These, dass Romane einen gewissen Nutzen für die Gesellschaft haben sollten, und nimmt als Beispiel die Komödie, die die Moral durch Lachen korrigieren sollte. So behauptet sie, dass ihre Romane alle auf dieses Ziel hingearbeitet hätten:

„Dans tous ceux que j’ai soumis au public, j’ai été guidée par le principe que je viens d’exposer. Je ne les ai pas tous faits seulement d’imagination ; j’avoue que j’ai eu des sujets que j’avais pris dans la société, et que, sous ce rapport, ils pouvaient être regardés comme historiques; mais j’ai toujours tâché qu’il en ressortît quelques préceptes qui tournassent au profit de la société“

„Bei allem, was ich der Öffentlichkeit vorgelegt habe, habe ich mich von dem eben skizzierten Prinzip leiten lassen. Ich habe nicht alles nur aus meiner Imagination geschaffen. Ich gestehe, dass ich Themen aus dem Leben genommen habe und, dass diese als beschreibend angesehen werden können; aber ich habe immer versucht, einige Grundsätze herauszuarbeiten, die der Allgemeinheit förderlich wären.“

Das Dictionnaire universel des créatrices definiert ihren Stil „attach[ant] à décrire les dangers de la passion et la vertu des âmes sensibles“ („liebenswert die Gefahren der Leidenschaft und die Tugend der sensiblen Seelen beschreibend“).

### Haus- und Agrarwirtschaft
Gacon-Dufour lebte einen großen Teil ihres Lebens auf ihrem Anwesen auf dem Land. Anfangs kümmerte sie sich aus Spaß um ihr Gut, bevor sie ein echtes Interesse an Landwirtschaft entwickelte. Als Mitglied mehrerer gelehrter Gesellschaften für Landwirtschaft beschäftigte sie sich mit den Problemen der landwirtschaftlichen Praxis. Sie widmete dem Thema eine Denkschrift, die sie an die Société Royale d’Agriculture schickte, die ihre Empfehlungen veröffentlichte.
Außerdem beteiligte sie sich zusammen mit Charles-Nicolas-Sigisbert Sonnini de Manoncourt mehrere Jahre lang an der Redaktion der Bibliothèque physico-économique. Ab 1804 schrieb sie zahlreiche Bücher und Erlebnisberichte zur Land- und Hauswirtschaft, darunter einen Beitrag zu Armand Havets Dictionnaire des ménages von 1822 oder das Manuels-Roret sur l’agriculture, l’économie domestique et l’industrie von Nicolas Roret.
Basierend auf ihrer praktischen Erfahrung und ihren Experimenten und Forschungen bietet sie dem Leser eine Reihe von Empfehlungen zum Anbau, zur Zucht und zur Verarbeitung der Produkte, um einen maximalen Ertrag aus den Gütern zu erhalten. Sie verstand diese Werke als im Wesentlichen praktisch, für die Landwirte bestimmt, und aus diesem Grund verzichtete sie auf jeglichen wissenschaftlichen Stil. Ihr primäres Ziel war es, das Los der Landarbeiter und der Hausfrauen zu verbessern, wie diese Passage aus einem ihrer Werke zeigt:

„J’ai eu en vue d’être utile à la classe laborieuse et indigente, aux mères chargées de famille, et qui doivent songer plus particulièrement au bien-être de leur maison, autant et plus peut-être que d’indiquer les moyens propres à avancer la science de l’économie rurale et domestique.“

„Mein Ziel war es, der arbeitenden und bedürftigen Klasse, den Müttern mit Familien, die besonders an das Wohlergehen ihrer Familien denken müssen, von Nutzen zu sein, ebenso wie, und vielleicht mehr als, Wege aufzuzeigen, um die Wissenschaft der Land- und Hauswirtschaft voranzubringen.“

Diese Unterordnung der Wissenschaft unter das Wohl des Individuums veranlasst Erica Joy Mannucci zu der Aussage, dass Gacon-Dufour eine Erbin der Aufklärung war, die den revolutionären Prinzipien treu blieb.

### Rezeption
Ein Aufstellung ihrer Werke findet sich in der Bibliothèque nationale de France.
Ihr Feminismus, zusammen mit der Fülle ihrer Schriften zu vielen Themen und einem ausgeprägten Hang zur Philosophie, zog zahlreiche herablassenden Kritiken von Schriftstellern und Journalisten auf sich. Einer von ihnen erklärte zum Beispiel:

„Je conclus de tout cela que si madame Gacon-Dufour veut absolument travailler pour nous, elle doit se contenter de nous donner ces petites recettes économiques qu’elle nous indique de temps en temps pour faire de confitures et des liqueurs; car, drogues por drogues, j’aime encore mieux ses ratafias que se livres“

„Ich schließe aus all dem, dass Madame Gacon-Dufour, wenn sie unbedingt für uns arbeiten will, sich damit begnügen sollte, uns diese kleinen sparsamen Rezepte zu geben, die sie von Zeit zu Zeit für die Herstellung von Marmeladen und Likören nennt; denn, Drogen für Drogen, gefallen mir ihre Ratafias besser als ihre Bücher.“